# تسروواتس (شاباتس)
تسروواتس (به صربی: Cerovac) یک روستا در صربستان است که در شاباتس واقع شده‌است. تسروواتس ۴۷۹ نفر جمعیت دارد.